# 500-km-Rennen von Imola 1971

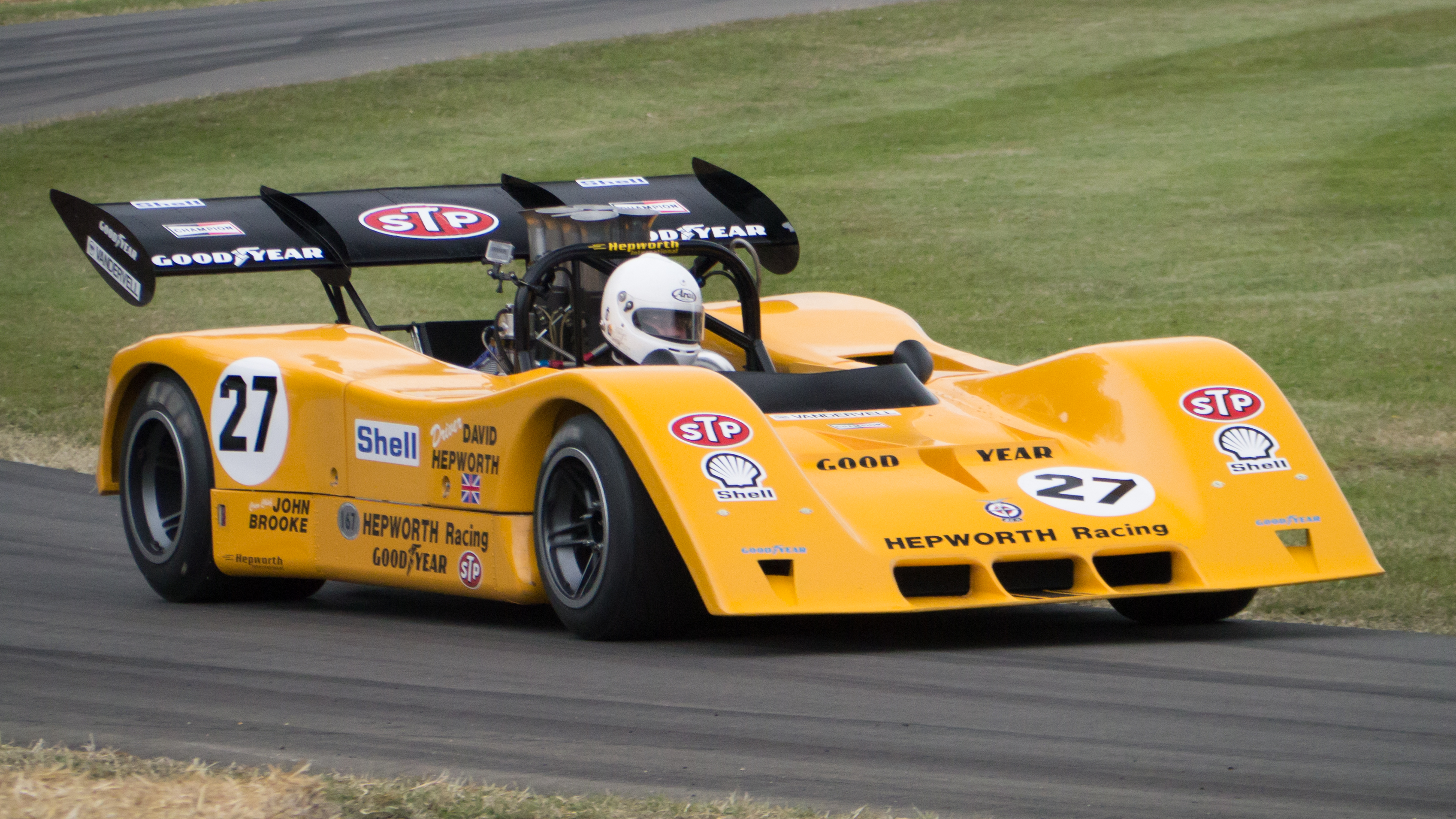
BRM P167

Das 500-km-Rennen von Imola 1971, auch 500 km Imola, fand am 12. September auf dem Autodromo Enzo e Dino Ferrari statt und war der sechste Wertungslauf der Interserie dieses Jahres.

## Das Rennen
Das 500-km-Rennen von Imola war 1971 bereits der zweite Wertungslauf dieser Rennserie, der auf dieser Rennstrecke ausgetragen wurde. Im Mai siegte Arturo Merzario im Werks-Ferrari 512M. 500 Kilometer Renndistanz waren ungewöhnlich für die Interserie, auch wenn die Veranstaltung in zwei Wertungsrennen à 50 Runden aufgeteilt war. Schlechtes Wetter und ein tödlicher Unfall verhinderten, dass die ganze Distanz gefahren wurde. Der 30-jährige Österreicher Klaus Reisch verunglückte in der 22. Runde des ersten Laufes tödlich. Knapp nach Start-und-Ziel verlor er auf der regennassen Fahrbahn die Herrschaft über den privat gemeldeten Alfa Romeo T33/3 und prallte mit dem Heck voran in einen Erdwall vor der Haupttribüne. Der Wagen ging sofort in Flammen auf. Obwohl Reisch von den Streckenposten rasch geborgen werden konnte und die Rennärzte Giuseppe Piana und Claudio Costa rasch zur Stelle waren, starb Reisch wenig später in einem Krankenhaus an seinen schweren Kopfverletzungen. Reisch war nicht angegurtet, da er acht Runden vorher schon eine leichte Kollision mit einer Leitschiene hatte und sich danach abschnallte. Nach dem Rennen gab es Gerüchte, eine von einem Zuschauer auf die Fahrbahn geworfene Flasche, die Reisch überfahren habe, sei die Unfallursache. 
Der erste Lauf wurde nach 30 Runden abgebrochen. Zu diesem Zeitpunkt führte Brian Redman im BRM P167 vor Clay Regazzoni im Werks-Ferrari 312PB. Im strömenden Regen versuchte der Veranstalter den zweiten Wertungslauf durchzuführen, der nach zehn Runden ebenfalls abgebrochen werden musste. Die Strecke war an einigen Stellen vom Wasser überflutet. Brian Redman, der auch im zweiten Lauf geführt hatte, wurde Gesamtsieger.

## Ergebnisse

### Schlussklassement
| 1               | + 3.0 | 38 | Sid Taylor Team Castrol   | Brian Redman         | BRM P167            | 40 |
| 2               | 3.0   | 59 | Autodelta Spa             | Carlo Facetti        | Alfa Romeo T33/3    | 39 |
| 3               | 3.0   |    | Osella Corse              | Arturo Merzario      | Abarth 2000 SP      | 39 |
| 4               | + 3.0 | 11 | A.A.W. Racing Team        | Leo Kinnunen         | Porsche 917 Spyder  | 39 |
| 5               | + 3.0 | 15 | David Piper Brescia Corse | Mario Casoni         | Porsche 917K        | 39 |
| 6               | + 3.0 | 13 | Gesipa Racing Team        | Michel Weber         | Porsche 917 Spyder  | 39 |
| 7               | 3.0   |    | Osella Corse              | Vittorio Venturi     | Abarth 2000 SP      | 38 |
| 8               | + 3.0 | 25 | Scuderia Brescia Corse    | Marsilio Pasotti     | Ferrari 512M        | 38 |
| 9               | + 3.0 | 33 | Sid Taylor Team Castrol   | Peter Gethin         | McLaren M8E         | 38 |
| 10              | + 3.0 | 3  | Felder Racing Team        | Helmut Kelleners     | March 717           | 38 |
| 11              | 3.0   | 60 | Ferrari SEFAC SpA         | Clay Regazzoni       | Ferrari 312PB       | 36 |
| 12              | 3.0   | 27 | Ernst Kraus               | Ernst Kraus          | Porsche 908/02      | 35 |
| 13              | 3.0   |    | Carlo Benelli             | Carlo Benelli        | Alfa Romeo T33/3    | 35 |
| 14              | 3.0   |    | Ugo Locatelli             | Ugo Locatelli        | Abarth 2000 SP      | 34 |
| 15              | 3.0   | 67 |                           | Gianfranco Palazzoli | Abarth 2000 SP      | 34 |
| 16              | 3.0   | 34 | Brescia Corse             | Franco Berruto       | Porsche 906         | 31 |
| 17              | + 3.0 |    | Scuderia Filipinetti      | Corrado Manfredini   | Ferrari 512M        | 30 |
| 18              | 3.0   | 51 | Leandro Terra             | Leandro Terra        | Ferrari Dino 206S   | 29 |
| Ausgefallen     |       |    |                           |                      |                     |    |
| 19              | 3.0   | 46 | Scuderia Nettuno          | Klaus Reisch         | Alfa Romeo T33/3    | 21 |
| 20              | + 3.0 | 1  | Jürgen Neuhaus            | Jürgen Neuhaus       | Porsche 917 Spyder  | 13 |
| 21              | 3.0   | 32 | Antonio Zadra             | Antonio Zadra        | Lola T212           | 12 |
| 22              | + 3.0 | 4  | Ecurie Bonnier            | Jo Bonnier           | Lola T222           | 10 |
| 23              | + 3.0 | 21 | Gelo Racing Team          | Franz Pesch          | Lola T222           | 7  |
| 24              | 3.0   | 45 |                           | Vittorio Mascari     | Porsche 906         | 2  |
| 25              | 3.0   | 53 | Claude Swietlik           | Claude Swietlik      | Lola T210           | 1  |
| 26              | 3.0   |    | Gustav Schlup             | Gustav Schlup        | Lola T212           | 1  |
| 27              | 3.0   |    | Ecurie Bonnier            | Giampiero Moretti    | Lola T212           | 1  |
| 28              | 3.0   |    | Francesco Ghezzi          | Francesco Ghezzi     | Lola T210           | 1  |
| Nicht gestartet |       |    |                           |                      |                     |    |
| 29              | 3.0   | 28 | Autodelta Spa             | Teodoro Zeccoli      | Alfa Romeo T33/TT/3 | 1  |
| 30              | + 3.0 |    | Gelo Racing Team          | Georg Loos           | McLaren M8E         | 2  |
| 31              | 3.0   |    | Stefan Buonapace          | Stefan Buonapace     | Chevron B19         | 3  |
| 32              | 3.0   |    | Giorgio Danieli           | Giorgio Danieli      | AMS1300             | 4  |

1 Unfall im Training
2 nicht gestartet
3 nicht gestartet
4 nicht gestartet

### Nur in der Meldeliste
Zu diesem Rennen sind keine weiteren Meldungen bekannt.

### Klassensieger
| Klasse | Fahrer        | Fahrzeug         | Platzierung im Gesamtklassement |
| ------ | ------------- | ---------------- | ------------------------------- |
| + 3.0  | Brian Redman  | BRM P167         | Gesamtsieg                      |
| 3.0    | Carlo Facetti | Alfa Romeo T33/3 | Rang 2                          |

### Renndaten
- Gemeldet: 32
- Gestartet: 28
- Gewertet: 18
- Rennklassen: 2
- Zuschauer: unbekannt
- Wetter am Renntag: starker Regen
- Streckenlänge: 5,018 km
- Fahrzeit des Siegerteams: 1:23:30,400 Stunden
- Gesamtrunden des Siegerteams: 40
- Gesamtdistanz des Siegerteams: 200,720 km
- Siegerschnitt: unbekannt
- Pole Position: Peter Gethin – 	McLaren M8E  (#33) – 1:29,350
- Schnellste Rennrunde: Clay Regazzoni – Ferrari 312PB (#60) – 1:14,600 = 117,803 km/h
- Rennserie: 6. Lauf zur Interserie 1971
- Rennserie: 11. Lauf zur Italienischen Sportwagen-Meisterschaft 1971